# Lovisa Ulrika av Preussen

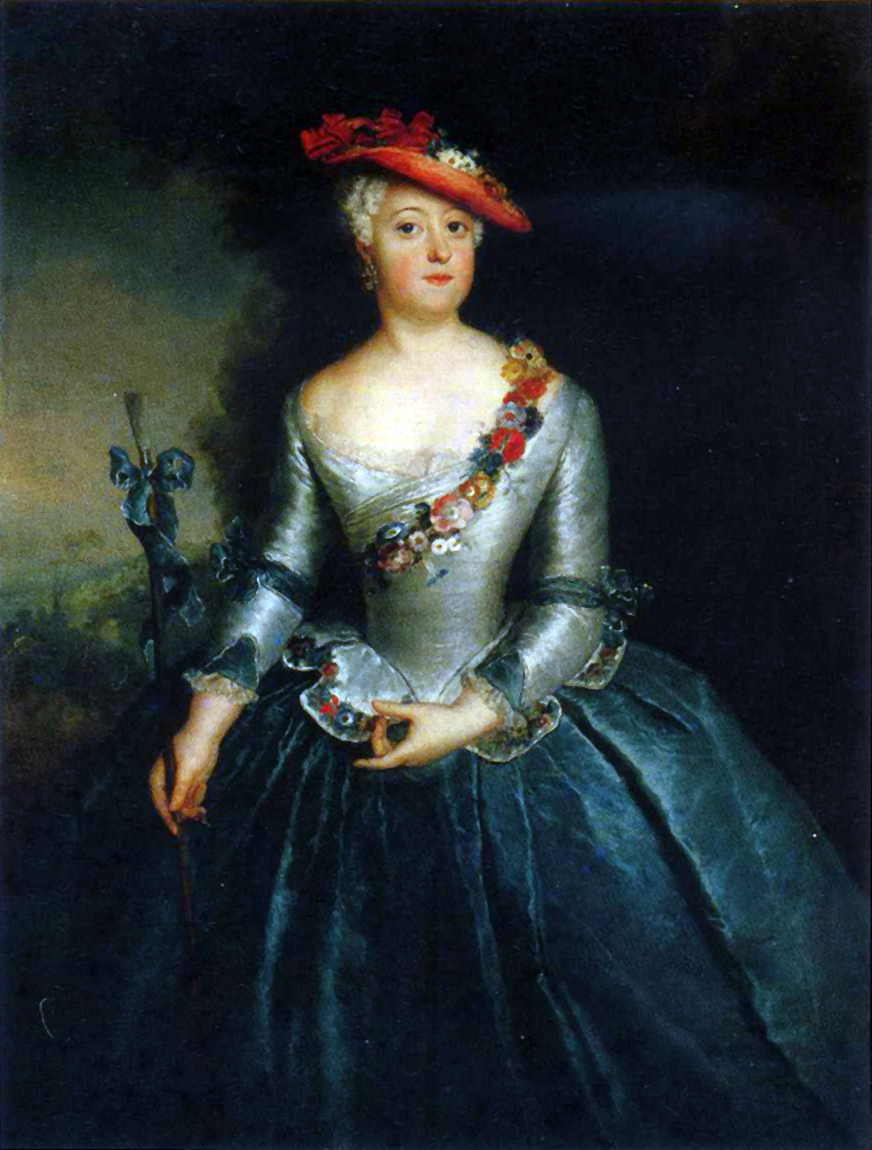
Prinsessan Lovisa Ulrika 1738.

Lovisa Ulrika av Preussen (tyska Luise Ulrike), född 24 juli 1720 i Berlin, död 16 juli 1782 på Svartsjö slott, var drottning av Sverige 1751–1771, dotter till Fredrik Vilhelm I av Preussen och Sophie Dorothea av Hannover och syster till Fredrik II av Preussen. Hon var gift med kung Adolf Fredrik. I vissa samtida källor kallas hon även Ludovica Ulrika och Ludvika Ulrika.

## Prinsessa av Preussen
Lovisa Ulrika var guddotter till drottning Ulrika Eleonora, efter vilken hon fick sitt namn Ulrika, eftersom hon hade fötts strax efter fredsfördraget mellan Sverige och Preussen. Hon utväxlade brev med sin gudmor, och mottog 1728 hennes porträtt. Lovisa Ulrika beskrevs som vacker, intelligent, viljestark och temperamentsfull. Hon stod närmast sin yngre bror August Wilhelm, "Hulla", och de var också faderns favoriter, och sin syster Sofia.

### Uppfostran
Lovisa Ulrika växte upp med den franska upplysningens ideal. Hennes uppfostran var franskt präglad: hennes guvernant var hugenotten Marthe de Roucoulle biträdd av hovmästarinnan mademoiselle de Jaucourt, som 1734 efterträddes av den förras dotter Marthe de Montbail: hennes informator var Maturin Veyssiére la Croze. Hennes intresse för utbildning var inte kontroversiellt för hennes far, som motsatte sig hennes bror Fredriks bildningsintressen. Som vuxen levde hon vid sin mors hov, och ska av denna ha favoriserats framför sin syster Amalia. Lovisa Ulrika kom väl överens med sin bror Fredrik och delade hans intressen för bildning. Vid moderns och broderns hov kom hon i kontakt med klassikerna och upplysningens representanter, bland andra naturforskaren Maupertuis 1740 och Voltaire 1743, med vilken hon sedan brevväxlade.

### Äktenskapsanbud
Lovisa Ulrika var föremål för många äktenskapsanbud, men inga förverkligades. År 1732 förekom det resultatlösa förhandlingar med England och ett äktenskap med någon av de två brittiska prinsarna. Andra förslag var Karl III av Spanien, Ludvig IX av Hessen-Darmstadt och Kristian IV av Zweibrücken-Birkenfeld, vars frieri framfördes av kardinal Fleury och som var kandidat i det svenska tronföljdsvalet. Förslaget avslogs sedan han förlorat detta val. År 1743 utnämndes hon till koadjutris i Quedlinburg med utsikter att bli abbedissa, en utnämning hon starkt ska ha ogillat.
När den svenske tronföljaren Adolf Fredriks äktenskap skulle arrangeras, hade Louise av Danmark varit första valet, men planerna ändrades 1743. Vid denna tid planerades en allians mellan Sverige, Preussen och Ryssland genom äktenskap: detta skulle åstadkommas genom att den svenske tronföljaren gifte sig med en medlem av det preussiska kungahuset, och den ryske tronföljaren gifte sig med Sofia av Anhalt-Zerbst, som var utvald av Preussen. Det blev då Lovisa Ulrika eller hennes syster Anna Amalia som skulle bli gifta med den svenska tronföljaren. Det svenska sändebudet i Berlin, Carl Rudenschöld, inspekterade Lovisa Ulrika och Anna Amalia och rekommenderade att frieriet framfördes till den förstnämnda. Fredrik II beskrev henne genom statsministern von Podewik för de svenska förhandlarna som högdragen, häftig och intrigant och rekommenderade i stället Amalia, som han beskrev som godhjärtad och mer lämplig för Sverige. Han påstod också att Lovisa Ulrika var ovillig till äktenskap, hade sin försörjning i kloster och att hennes mor inte ville skiljas från henne. I själva verket ska dock Lovisa Ulrika och modern båda ha arbetat för hennes kandidatur. Den verkliga orsaken tros vara att han genom sin syster ville få inflytande i Sverige och att han bedömde att Anna Amalia skulle bli en mer lätthanterlig agent för Preussen. Den svenska regeringen insisterade dock, efter att ha inhämtat brudgummens åsikt, på Lovisa Ulrika, och den 1 mars 1744 gav Fredrik II sitt tillstånd. Lovisa Ulrika undervisades om Sverige, råddes att avstå från all inblandning i politik och konverterade 28 juni till lutherdomen.

## Kronprinsessa

### Vigsel
Den 17 juli 1744 ägde en vigsel genom ombud rum i Berlin mellan Lovisa Ulrika och Adolf Fredrik, med hennes älsklingsbror August Wilhelm som brudgummens representant. Hon blev genom den officiellt kronprinsessa av Sverige. Hon eskorterades från Berlin av den svenska ambassadören Carl Gustaf Tessin, Ulla Tessin och Lotta Sparre. På regeringsrådet C. H. von Bohlens egendom Gnatzkow mötte Lovisa Ulrika Svenska Pommerns generalguvernör och det svenska följe som skulle eskortera henne till Sverige. Av sin preussiska uppvaktning behöll hon endast några hovbetjänter och Wilhelmine von der Knesebeck, som skulle komma att vara hennes hovfröken under hennes två första år i Sverige. Lovisa Ulrika fick överta den förra drottningens hovstat, som förutom överhovmästarinnan Hedvig Elisabet Strömfelt och kammarfröken Margareta Magdalena Torstensson innefattade hovfröknarna Maria Siöblad, Ernestine von Griesheim, Henrika Juliana von Liewen, Catharina Charlotta De la Gardie, Lotta Sparre och systrarna Ulrika och Agneta Strömfelt. Sällskapet avreste med eskader från Perth på Rügen till Karlskrona i Sverige.

Lovisa Ulrika, målning av Antoine Pesne ca 1744.

### Ankomst till Sverige
I Karlskrona besökte Adolf Fredrik Lovisa Ulrika på fartyget och välkomnade henne sedan officiellt till Karlskrona. Paret ska ha fått ett ömsesidigt gott intryck av varandra. Redan samma dag talade Lovisa Ulrika om för Adolf Fredrik att hennes bror önskade en allians mellan Sverige, Ryssland och Preussen och bad honom att tala om det med det preussiske sändebudet om saken, något han gick med på att göra. Paret färdades landvägen upp till Ekolsunds slott. Den 18 augusti 1744 välkomnades de av Fredrik I på Drottningholms slott, där den andra vigseln ägde rum i rikssalen följd av fackeldans, bal och cour och äktenskapets fullbordan.
Relationen mellan Lovisa Ulrika och Adolf Fredrik beskrivs från första stunden som ömsesidigt lycklig. Adolf Fredrik ska ha varit en godmodig, mild och tillbakadragen natur, och en del av Lovisa Ulrikas belåtenhet med honom ska ha varit att hon från början kände sig som den överlägsna parten. Lovisa Ulrika mottogs med entusiasm i Sverige, som i henne såg ett hopp om att lösa tronföljdsfrågan. Lovisa Ulrika ansågs vacker, begåvad, kvick och hon hade omfattande kulturella intressen: Carl Gustaf Tessin kallade henne "Gudavett i änglabild". Men hon beskrivs också som mycket stolt, arrogant, dominant och högfärdig. Lovisa Ulrikas modersmål var tyska men vardagsspråket var franska vilket var vanligt vid hoven i Europa på den tiden vilket inkluderade Sverige. Hon började emellertid med att studera svenska redan i Berlin med Ulla Tessin som lärare. Direkt efter sin ankomst i Sverige började Lovisa Ulrika lära sig det svenska språket under ledning av Carl Jesper Benzelius, och efter två år talade hon språket bra nog för att kunna göra det offentligt. Hennes första offentliga tal skedde vid hennes besök i Uppsala sommaren 1746. Hon studerade även engelska och Italienska för att kunna läsa litteratur på sitt originalspråk. Lovisa Ulrika hade också ett stort intresse för sitt nya hemlands historia och hon studerade så gott som alla böcker om ämnet som fanns tillgängliga. När hon och Adolf Fredrik gjorde resor runt i Sverige besökte de ofta historiska platser som hon var intresserad av. Lovisa Ulrika gjorde hovet till ett kulturellt centrum: hon studerade den svenska litteraturen och skapade ett bibliotek, hon gynnade konsten och skapade ett tavelgalleri, hon intresserade sig för Vetenskapsakademien, med vilken hon brevväxlade, och skapade även en naturaliesamling. Då det var ständerna och riksrådet som beslutade om beviljandet av pengar till utbyggnader och utsmyckningar av kungliga hus och slott samt inköp av konst och sponsorskap av artister och vetenskapsmän  och spenderade Lovisa Ulrika ofta sina egna pengar för dessa syften vilket försatte henne i stora skulder. Åren 1750-1752 använde hon en femtedel av sina medel till att köpa in böcker och samlingar samt gav monetärt stöd till författare, vetenskapsmän och konstnärer. I frågan om religionen tillhörde hon skeptikerna i enlighet med den dåvarande upplysningens ideal.

### Socialt liv och kultur

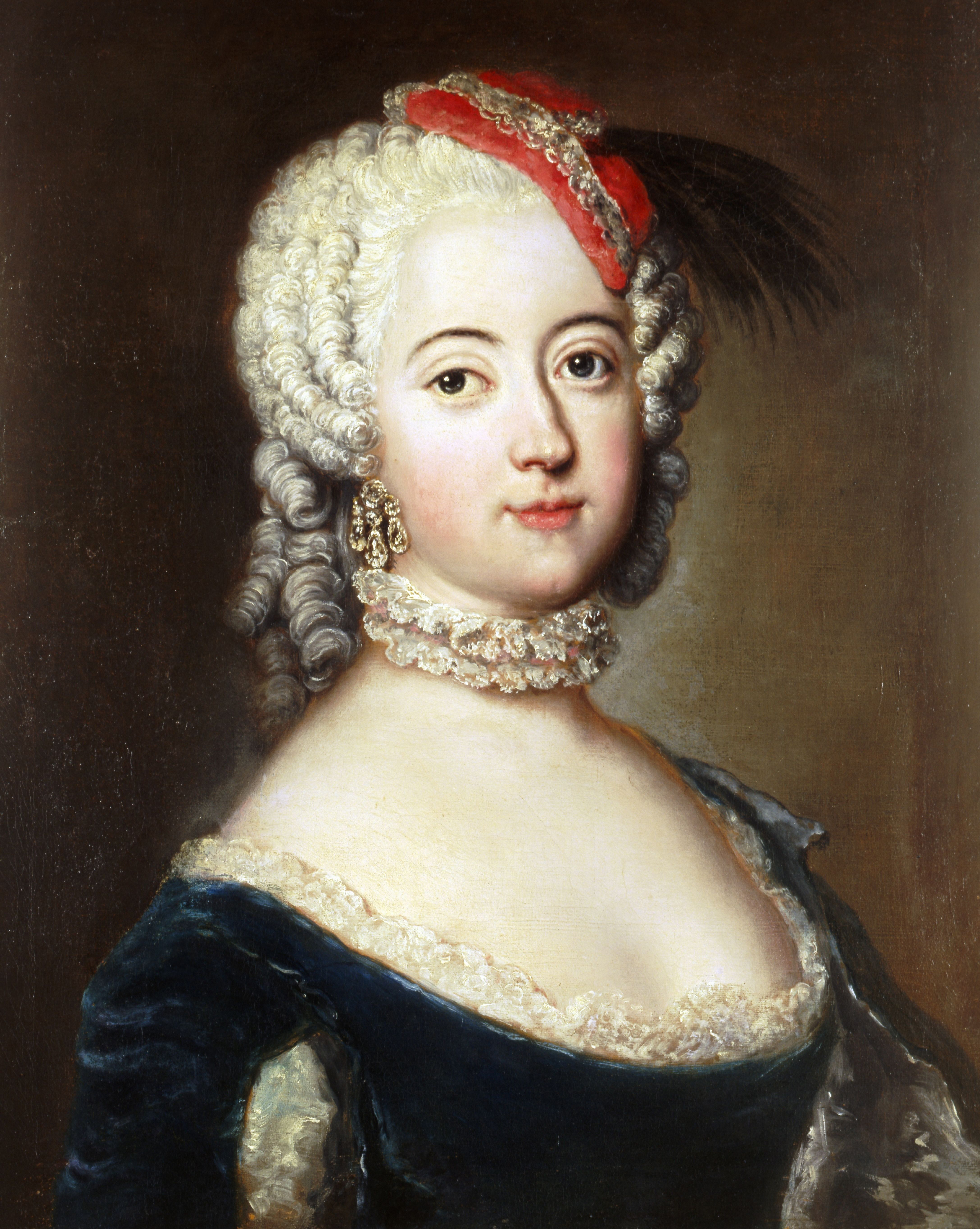
Lovisa Ulrika av Preussen, drottning av Sverige

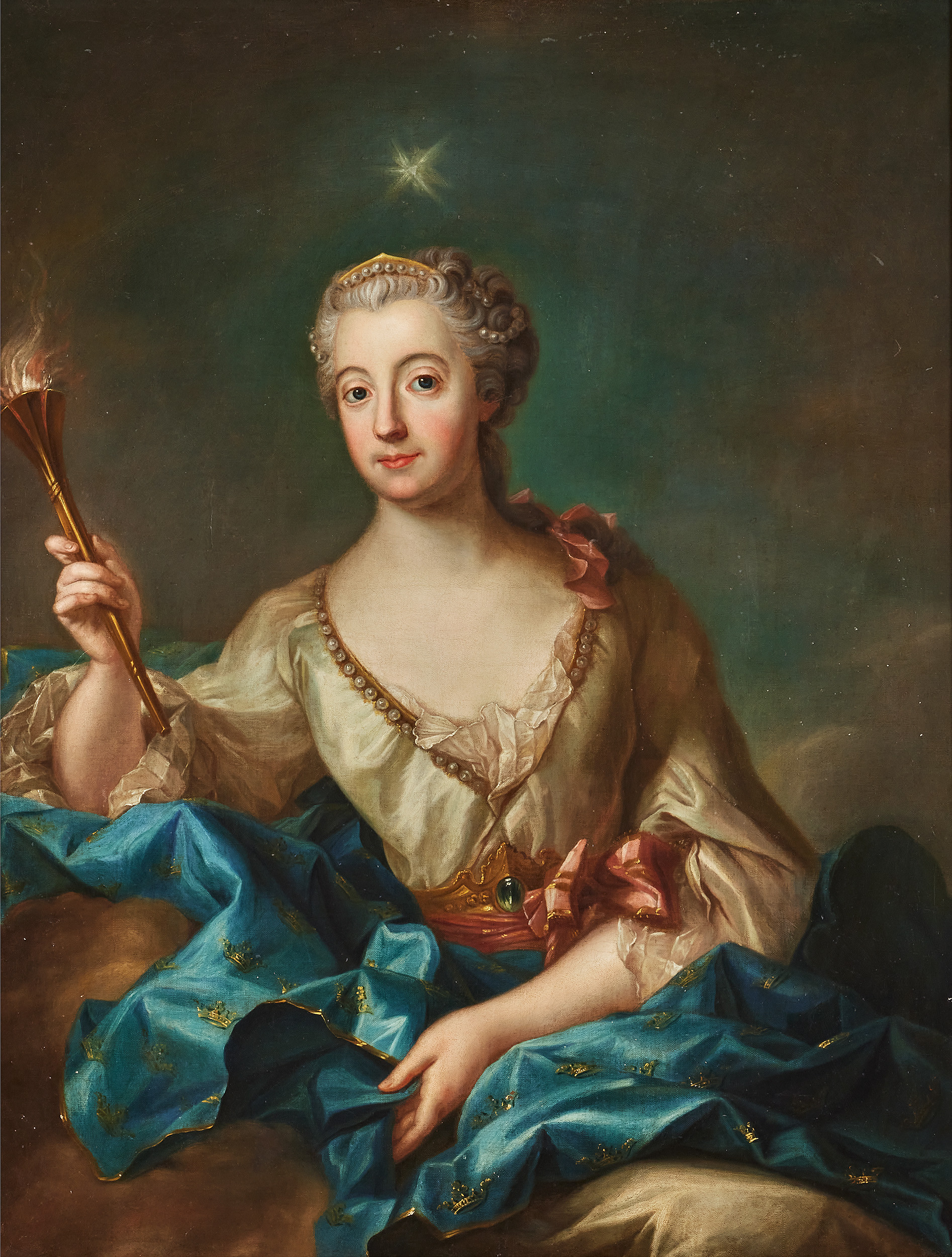
Lovisa Ulrika som gudinnan Aurora, målning av Francois-Adrien Latinville.

Kronprinshovet ägnade sig under hennes ledning åt fransk amatörteater – ibland utomhus – utflykter och maskerader. Deras nöjesliv inriktade sig på den då moderna pastorala rokokoidyllens "fêtes champêtres" i Antoine Watteaus stil, där man till exempel arrangerade små baler eller spelpartier i konstgjorda salar ute i naturen eller gjorde om rum till trädgårdar eller organiserade improviserade maskerader. Hon grundade redan i november 1744 en amatörteater vid hovet, där medlemmarna av hennes hov spelade franska pjäser på franska språket. Bland de mer betydande aktörerna nämns Lotta Sparre och Carl Reinhold von Fersen, som spelade huvudrollerna i en pjäs av Saint-Foix samma år.
Hennes favoriter var hattpartisten Henrika Juliana von Liewen och därefter den inflytelserika Ulrika Eleonora von Düben. Till den övriga umgängeskretsen vid hovet hörde Axel Wrede-Sparre och Augusta Thörnflycht, huvudperson i Tessins fabel Faunillane ou l'Infante jaune; Eva Sack, Brita Christina Sparre och Erik Brahe. Även hattpartisterna Hans Henrik von Liewen, som var tronföljarens militära medhjälpare, Claes Ekeblad, Eva Ekeblad och kammarherren Anders Johan von Höpken, vars kvickhet Lovisa Ulrika uppskattade, hörde till hennes umgängeskrets. Carl Gustaf Tessin och hans maka Ulla Tessin, som hade eskorterat henne till Sverige, utövade ett stort inflytande över henne under hennes första tio år i landet, och utgjorde centralfigurerna bland hennes hovs medlemmar. Adolf Fredrik tyckte inte om Tessin, men Lovisa Ulrika fick honom utnämnd till överstemarskalk 1745. Hon beundrade Tessins politiska förmåga och han arrangerade också många av hennes hovs nöjen. Lovisa Ulrika visade ett intresse för jakt och under en av hennes jaktturer 1750 fällde hon tre älgar och fyra harar. 
Hon tillhörde den exklusiva grupp prenumeranter på upplysningstidens berömda tidskrift Correspondance littéraire, philosophique et critique.

### Utrikespolitik
Lovisa Ulrika engagerade sig redan från början i Sveriges politik. Av sin bror Fredrik den store hade hon fått i uppdrag att befria Sverige från det då starka ryska inflytandet och sluta en allians mellan Preussen och Sverige. I riksdagen 1745 genomdrevs visserligen i stället en allians mellan Sverige och Ryssland, men hon allierade sig med Tessin, Preussens ambassadör och hattpartiet mot de ryssvänliga mössorna och lyckades övertala Adolf Fredrik att överge sin hållning av respekt för Rysslands önskan och opartiskhet mot de svenska partierna och ställa sig för en svensk-preussisk allians. Genom medlemmarna vid sitt hov slöt hon allians med hattpartiet. Hennes metod var att påverka omröstningarna i riksdagen genom att muta ledamöterna, något hon skulle fortsätta med som drottning. 1746 inledde hon en offensiv för att skaffa sig agenter inom mösspartiet villiga att rösta med hennes favoriserade hattparti i riksdagen. Hon följde med Adolf Fredrik på hans mönstringstur genom de centrala svenska landskapen, talade svenska då hon framträdde offentligt och mutade ledande mösspartister genom gåvor. Ett exempel var ledamoten Kalsenius. Hon beskrev Kalsenius som "Den störste skurken i världen, men jag reser icke härifrån utan att ha mutat honom. Det är det enda medel man har för att nå det mål man föresatt sig". Kalsenius röstade också med hattarna i riksdagen vid de frågor hon premierade. Hennes planer motsattes av Storbritannien och Ryssland, som genom sina agenter i Sverige försökte åstadkomma en statskupp med mössornas hjälp. Under 1746, då hon misstänkte Storbritannien och Ryssland för att stå bakom en komplott mot kungahuset, skrev hon: "Lagen är så egendomlig, att man icke vågar häkta någon på blotta misstanken utan övriga bevis, vilket är mer till förmån för de enskildes säkerhet än till rikets." 1747 lyckades hon genom att påverka sina kontakter i Sekreta utskottet ersätta alliansen mellan Sverige och Ryssland med ett förbund med Preussen och Frankrike, och därmed bryta Sveriges beroende av Ryssland. Genom påtryckningar på hattpartiet ska hon sedan ha stått bakom den oppositionella Samuel Åkerhielms fall.

### Inrikespolitik
Inrikespolitiskt var hennes mål att avskaffa parlamentet och införa ett envälde med upplyst despoti. Julen 1744 överlämnade hon utklädd till gudinnan Diana en lykta till Tessin med inskriptionen: "Gjord enkom för att lysa upp dagens politiska system". Tessin sade en gång: "Det förefaller otvivelaktigt, att vår drottning skulle ha varit den mest orubbligaste av republikaner, om hon vore född som undersåte; men Gud har låtit henne födas i en ställning, där man är mån om sin makt". Hennes instiftande av Solfjädersorden uppfattades även internationellt som ett tecken på hennes politiska planer mot envälde, då dess budskap var att premiera enighet före splittring. Hon tilldelade den sina hovdamer, paret Tessin, monarken och tronföljaren, Preussens ambassadör och sin bror August. Efter kung Fredriks slaganfall i februari 1748 och Rysslands dåvarande maktlösa position gentemot Sverige diskuterade hattpartiet att införa en författningsändring för att ge monarken mer makt. Tillsammans med Tessin, sin bror Fredrik och hattarna överlade hon om en författningsändring i det fall Fredrik I skulle dö medan de ryska trupperna var bundna i det Österrikiska tronföljdskriget. Hon gick med på att riksdagen skulle få behålla sin lagstiftande makt men krävde att monarken skulle få ansvar för armén, statskassan och utrikespolitiken. Tillfället förlorades genom freden i Österrikiska tronföljdskriget och Fredrik I:s tillfrisknande.
Åren 1750–51 avhandlades frågan om trolovningen mellan Lovisa Ulrikas son Gustav och Sofia Magdalena av Danmark. Trolovningen stöddes av Tessin, som tvingade igenom den mot Lovisa Ulrikas vilja. Det villkor hon ställt för sitt medgivande var att Sofia Magdalena skulle uppfostras i Sverige, ett villkor hon ställt för att omintetgöra trolovningen, men Tessin framställde inte hennes krav offentligt. Denna affär orsakade den första brytningen mellan Lovisa Ulrika och Tessin.

## Drottning

### Hovpartiet
Natten före kung Fredriks död 1751 höll Lovisa Ulrika ett rådslag med Adolf Fredrik och Hans Henrik von Liewen i Kungshuset, under vilket hon förberedde en statskupp. Enligt planen skulle Adolf Fredrik direkt efter kungens död ta kontrollen över rådskammaren och på eget initiativ utfärda alla nödvändiga order och därigenom illustrera att han var monark genom arv och inte genom att ha erkänts och godkänts av ständerna efter en kungaförsäkran. 
För att försäkra sig om att rådet inte gjorde sina förberedelser för att förhindra det fick Lovisa Ulrika uppdraget att personligen ta kontakt med Tessin i hans sängkammare samma natt för att förhöra sig om rådets förberedelser och planer. Hon utförde uppdraget men lyckades inte få reda på något av Tessin, som inte gav planen något stöd. Direkt efter kungens död presenterade i stället Tessin en egenhändigt skriven kungaförsäkran som Adolf Fredrik tvingades godkänna innan han godkändes som monark, och som förhindrade envälde. Den 26 mars 1751 var Lovisa Ulrika närvarande i tronsalen på Kungshuset då eden avlades.

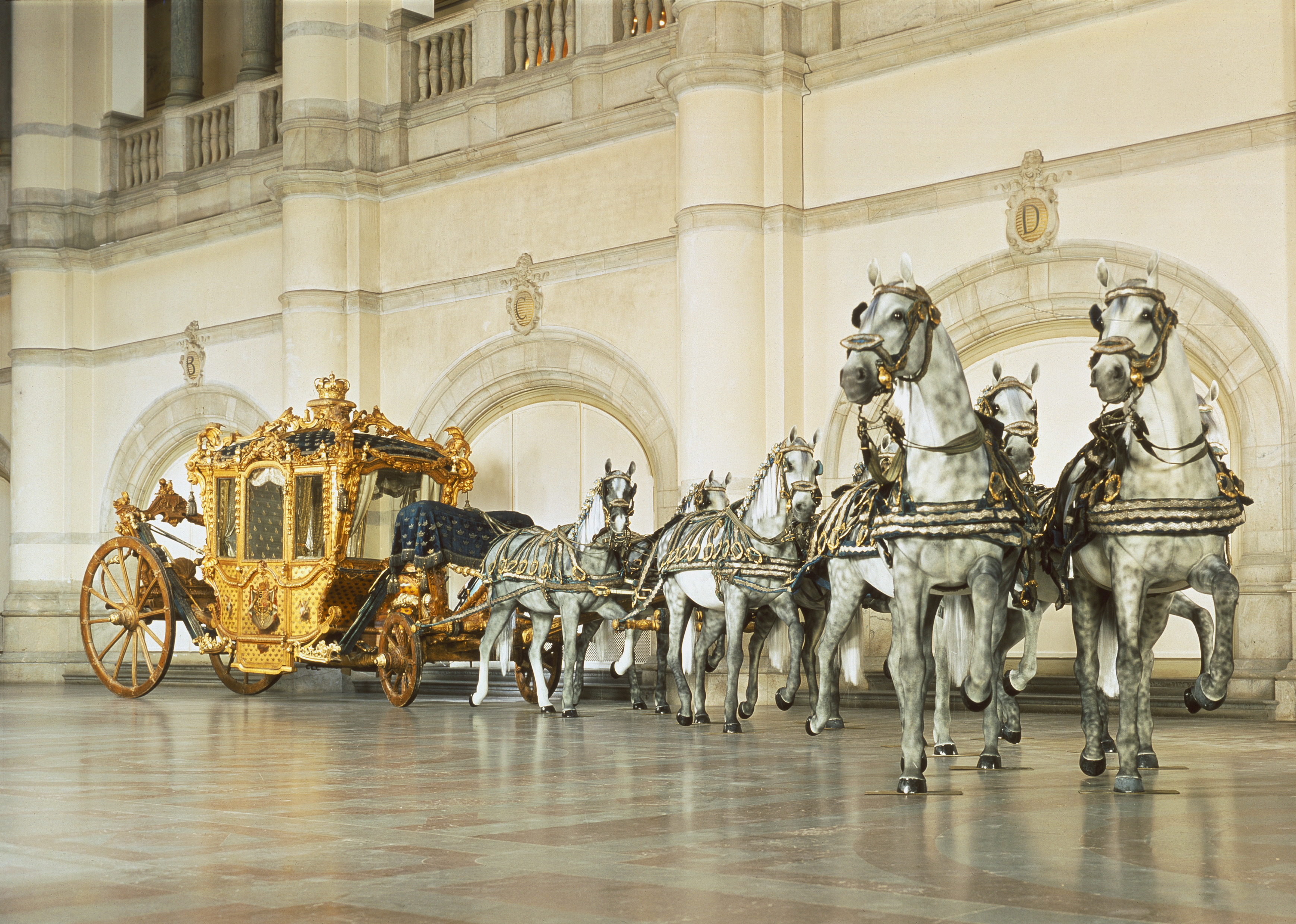
Lovisa Ulrikas och Adolf Fredriks kröningsekipage från 1751.

Efter trontillträdet bildade Lovisa Ulrika det parti som skulle stödja hennes planer på en statskupp som skulle störta författningen och införa kungligt envälde. En brytning hade nu inträtt mellan henne och Hattpartiet, och hon skapade vad som har kallats för Hovpartiet. Bland hennes anhängare fanns Carl Gustaf Löwenhielm, Adam Horn, Nils Adam Bielke, Erik Brahe, kammarherre Eric Wrangel och hovmarskalken Gustaf Jacob Horn. Hon samarbetade inte längre med Tessin, som i sina memoarer skriver att Lovisa Ulrika inte längre diskuterade politik med honom sedan hon blev drottning och påstod sig inte ägna sig åt statsaffärer. Lovisa Ulrika försökte tiden före kröningen i samråd med Fredrik den store reda ut med rådet vilka rättigheter monarken egentligen hade, hävdade att ständerna försökte beröva kungen fler rättigheter än författningen egentligen tillät och övervägde att låta Adolf Fredrik vägra skriva under den. Den 25 november 1751 tvingades hon ändå låta Adolf Fredrik skriva under ständernas formella kungaförsäkran, och dagen därpå kröntes paret.
Åren 1751–54 försökte Lovisa Ulrika hantera den brytning som inträtt mellan henne och hennes tidigare anhängare inom hattpartiet, som motsatte sig hennes planer på envälde, och motverka den splittring som hotade hennes eget hovparti. Nyåret 1753 planerade hon en komplott mot författningen och rådet i samarbete med Anders Johan von Höpken, Carl Fredrik Scheffer och Claes Ekeblad, som dock avböjde. 1754–55 försökte hon förgäves få Frankrike att dra tillbaka sitt stöd från hattarna i den strid hon väntade sig mellan hattarna och hovpartiet om författningen, där hon inför Frankrike hävdade att hon inte ville ändra författningen, endast tydliggöra att monarkens makt egentligen inte var så begränsad i den så som ständerna påstod.

### Socialt liv och kultur

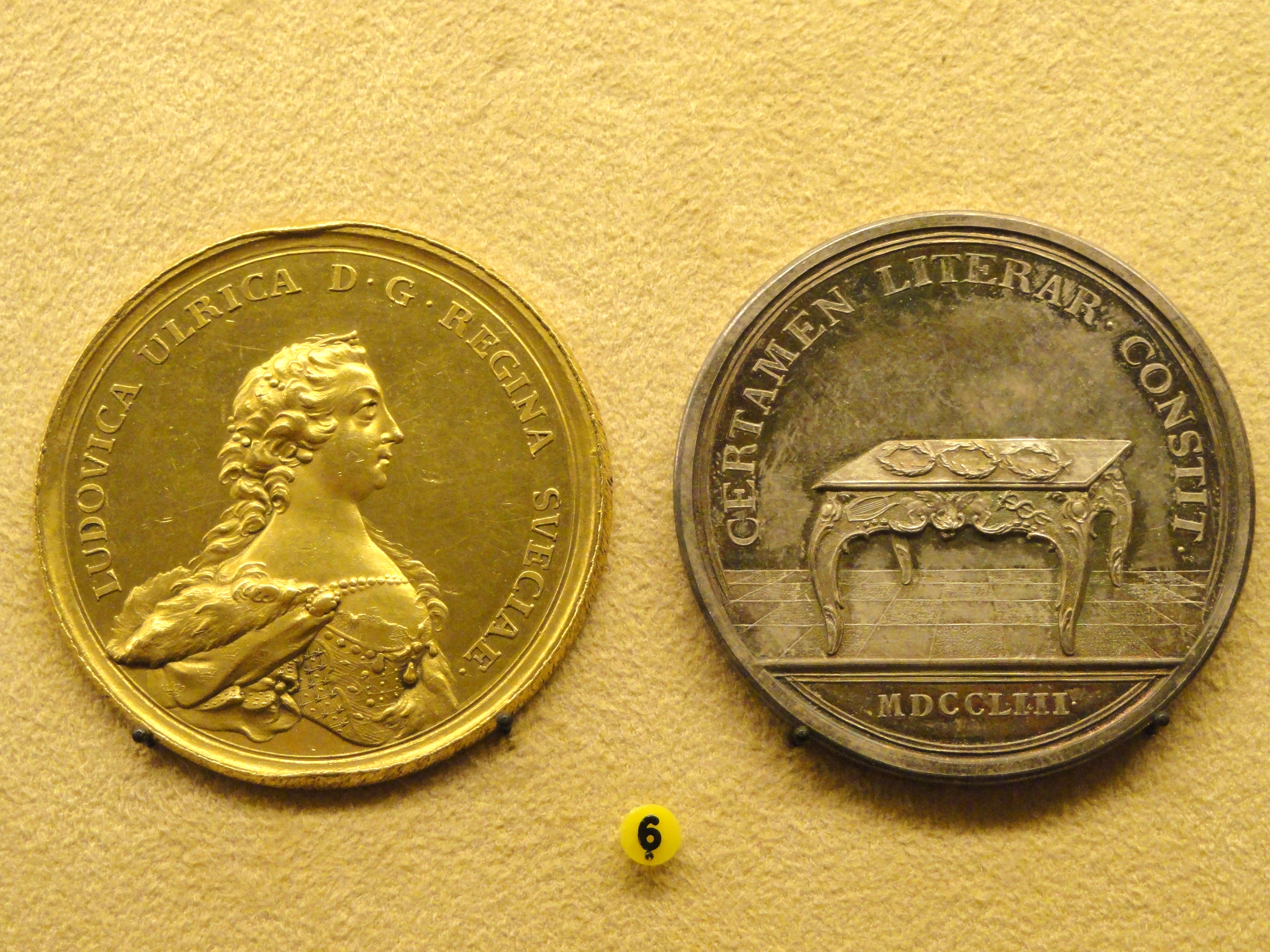
Minnesmedalj slagen vid Vitterhetsakademiens bildande 1753.

Som drottning fick Lovisa Ulrika mer resurser att ägna sig åt kulturen. Hon grundade Vitterhetsakademien 1753. Hon agerade mecenat för konstnärer: hon gav Hedvig Charlotta Nordenflycht en pension på 600 koppardaler fram till 1752, då Nordenflycht fick samma belopp i silver som pension av staten, och gynnade poeten Dalin, som under hennes tid som drottning tog Tessins tidigare plats som "rolighetsminister" och hovpoet: hon finansierade också studieresor för bland andra Jean Erik Rehn och Johan Pasch. Hon försenade dock den svenska teaterutvecklingen genom att avskeda den svenska skådespelartruppen i Bollhuset vid Slottsbacken och inrätta en franskspråkig teater, Sällskapet Du Londel. Hon beskyddade Carl von Linné, som hon 1751 gav i uppdrag att ordna naturaliesamlingarna på Drottningholm. Lovisa Ulrika hade också en stor konstsamling med verk av bland annat flamländska, holländska, franska och italienska konstnärer. Denna samling skulle bli grunden till Nationalmuseets samlingar.

### Splittringen från Tessin
År 1754 inträffade slutligen brytningen med Tessin, som hon sedan 1751 stått i ett spänt förhållande till. Lovisa Ulrikas nära relation till Tessin hade alltid ogillats av Adolf Fredrik. Samtida vittnesmål berättar att Tessin var förälskad i henne och "ej alltid förmådde lägga band på sina känslor för kronprinsessan". Lovisa Ulrika antyder i sina egna memoarer att det var så, och att något inträffat som kränkt hennes stolthet i det avseendet. Huruvida något fysiskt förhållande inträffade mellan dem är okänt. 
Gustav III uppgav 1769 att Tessin hade gett Lovisa Ulrika "förslag fjärran från den aktning man är skyldig sin härskarinna." Lovisa Ulrika ska på grund av rangskäl ha känt sin stolthet kränkt av Tessins närmande. Hon talade om det för maken, som överraskade Tessin på knä framför henne. Adolf Fredrik ska då ha "tagit sinne emot" honom. Detta ledde till att Tessin förlorade sin tjänst som tronföljarens guvernör och förvisades från hovet. Manette Noverre ska ha agerat postiljon under konflikten mellan kungaparet och Tessin.

### Revolutionsplaner
Frågan om Tessins ersättare som kronprinsens guvernör och därmed tronföljarens uppfostran placerade Lovisa Ulrika i kraftig konfrontation med ständerna, som mot hennes och Adolf Fredriks vilja påtvingade dem en guvernör de hade sagt nej till. Vid samma tidpunkt avgjordes slutligen en utredning, att de luckor i författningen Lovisa Ulrika hade pekat på, och använt för att få det att verka som om monarken hade större makt än ständerna påstod, skulle fyllas igen och att monarken i fortsättningen inte kunde vägra sin underskrift och i de fall han gjorde det skulle hans underskrift ersättas av en namnstämpel. 
En kommission som hade tillsatts för att undersöka oegentligheter i bondeståndet började också ägna sig åt att undersöka andra politiska brott, och förfölja Lovisa Ulrikas anhängare inom hovpartiet, däribland Erik Wrangel, som fick fly till Norge. Dessa händelser ska ha utlöst planerna på Kuppen 1756, som blev Lovisa Ulrikas främsta försök att störta ständerväldet och återinföra reell monarki genom en revolution.

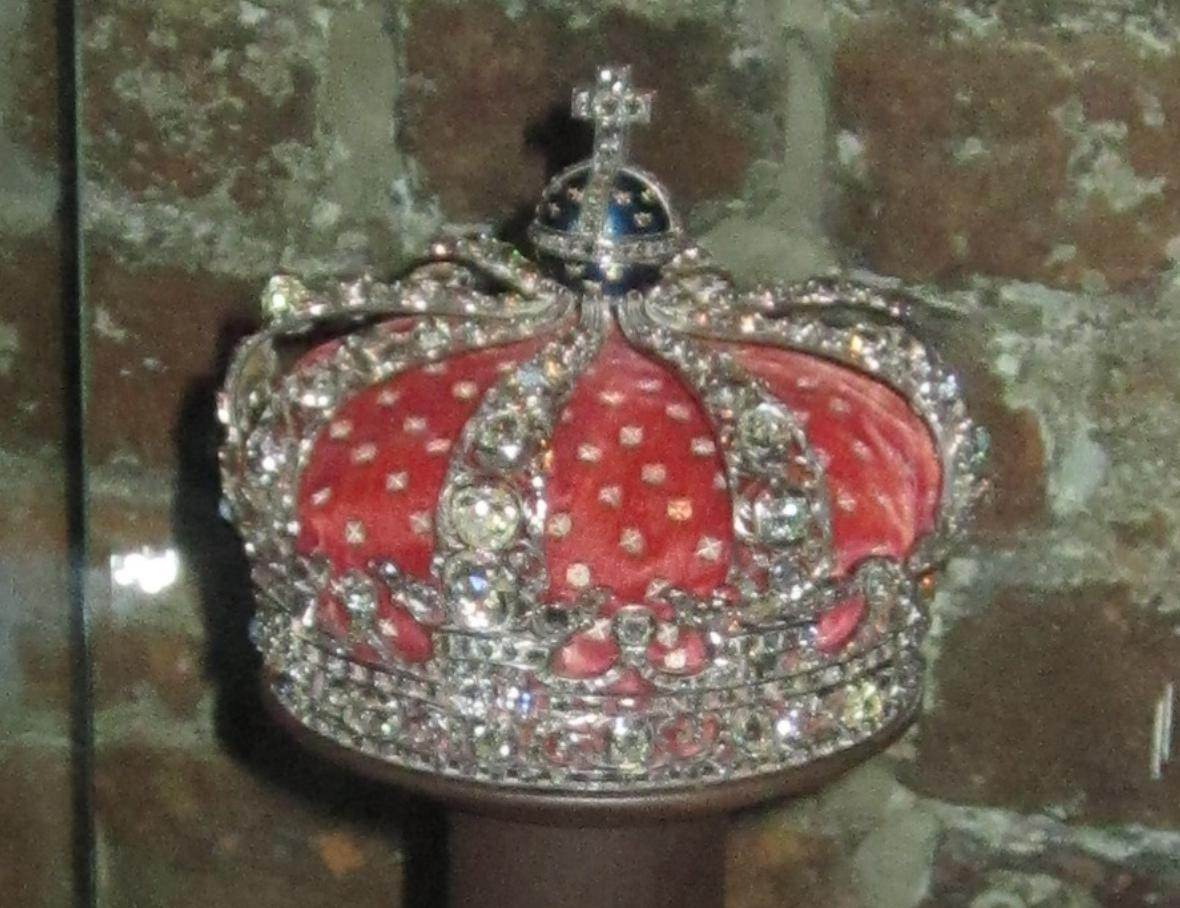
Sveriges drottningkrona från 1751 i Skattkammaren på Stockholms slott.

Porträtt av Lovisa Ulrika från före kröningen, då hon bär en furstlig mantel i blått.

En första plan på en revolution gick ut på att kungaparet föregivande en resa till Drottningholm skulle bege sig till Uppsala, och med hjälp av överstarna Stierneld och Kalling sammankalla Närkes och Värmlands och därefter förhoppningsvis Uppsalas regementen samt Livgardet för att tåga mot Stockholm. Detta kuppförsök omintetgjordes av kungens insjuknande i april 1755. För att finansiera kuppen underhandlade hon med sina tyska släktingar genom sin bror Ferdinand och lånade 6000 dukater av sin svåger hertigen av Braunschweig genom greve Meijerfeldt. Genom sin bror August lät hon sända Johan Puke till Berlin för att pantsätta kronjuvelerna. 
Hattsympatisören Ulrika Strömfelt ska ha informerat regeringen om att delar av kronjuvelerna saknades. Sekreta utskottet fattade misstankar och krävde i april 1756 att få inventera kronjuvelerna. Lovisa Ulrika tillkallade två av utskottets ledamöter och förklarade att hon betraktade de juveler hon mottagit i Berlin som sin enskilda egendom och vägrade lämna ut dem. Adolf Fredriks sjukdom gjorde att hon fick tid att återfå juvelerna från Berlin 20 maj. Den 3 juni visade hon de okontroversiella juvelerna, men vägrade fortfarande att visa upp "Berlinjuvelerna". Efter påtryckningar gick hon med på att visa upp dem den 22 juni. 
Tillsammans med Hård, Horn och Brahe planerade hon mot Adolf Fredriks vilja att utlösa revolutionen genom ett upplopp i Stockholm innan dess. Planen var att utlösa ett upplopp understött av Stockholms garde och garnison, under vilket hovpartiets anhängare skulle ta kontroll över artillerigården, arrestera oppositionen och avbryta riksdagen; en ny riksdag skulle därefter sammankallas i Västerås eller Norrköping. Genom mutor värvades anhängare bland soldater och allmänhet inför upploppet.
Den 20 juni underrättades hon om planens detaljer av den avskedade hovlöparen Ernst Angel genom sin kammarjungfru Manette Noverre. Angel hälsade att det snart skulle "braka lös". Hon förhörde Horn som avslöjade detaljerna och sade till honom att vara försiktig och göra sig av med Angel. Kuppen var inte tänkt att äga rum samma kväll, något Angel hade trott, och tydligen i berusat tillstånd talat om ute i staden. En officer vid namn Christiernin hade frågat en korpral Daniel Schedvin (1724–1797) om han var beredd att vara sin kung trogen, och Schedvin i sin tur hade meddelat detta till hattpartisten löjtnant greve Lorentz Creutz, som förde det vidare till Axel von Fersen. 
Den 22 juni 1756 lämnade kungaparet staden och reste till Ulriksdal för att slippa närvara vid inspektionen av kronjuvelerna. Samtidigt höll deras anhängare Ehrensvärd artillerigården redo. Samma dag arresterades Christiernin, Stålsvärd, Puke, Angel och flera andra. Ernst Angel bekände och avslöjade hela planen. På eftermiddagen meddelade Horn henne arresteringarna, och hon råddes av Meijerfeldt att bege sig till Uppsala och sätta den föregående planen i verket. Horn rådde henne att avvakta Brahes och Ribbings återkomst. 
Vid återkomsten till staden på kvällen patrullerades gatorna av frivilliga adelsmän och kanoner stod riktade mot slottet. Axel von Fersen skickade därefter kungaparet en formell redogörelse för vad som hänt. Kungaparet tillbringade natten med Ribbing och Meijerfelt sedan Horn kallats bort: de ska ha haft planer att slå sig ur staden med gardets hjälp, men gardet avböjde. Morgonen därpå hölls sammanträde med Brahe, Hård och Rudbeck och det föreslogs att man skulle bege sig till Uppsala. Rudbeck vägrade dock, och eftersom hans hjälp var avgörande då han hade kontroll över Uppsala garnison, fick planerna slutgiltigt uppges och kuppen hade misslyckats.
Under slutet av juni 1756 arresterades eller flydde Hovpartiets anhängare eller lämnade hovet: hennes närmaste vän Ulrika Eleonora von Düben kallades även hon ut på landet till Riksten av sin släkt för att inte dras med i fallet. Lovisa Ulrika försökte ingripa till sina anhängares förmån, men förgäves. Adolf Fredrik avfattade en skrivelse där han tog avstånd från statskuppförsöket. Den 17 juli fälldes dödsdomarna mot hovpartiets anhängare och kungaparet reste till Ulriksdals slott för att slippa närvara vid deras avrättning. 
Ständerna var medvetna om att Lovisa Ulrika låg bakom kuppförsöket. Protokollen från överläggningarna saknas, men det ska ha förekommit förslag bland de mer radikala deltagarna om att låta skilja henne från Adolf Fredrik och förvisa henne från riket eller till en avlägsen provins. Själv påstod hon att Carl Fredrik Pechlin hade velat förgifta henne. Någon åtgärd vidtogs i slutändan inte mot henne, möjligen med hänsyn till utlandet.
Den 4 augusti 1756 fick Lovisa Ulrika motta en delegation bestående av ärkebiskopen samt biskop Samuel Troilius från ständernas prästerskaps ledamöter. De hade fått i uppdrag att framlägga en officiell förebråelse för hennes försök till statskupp, dock inte i egenskap av riksråd utan som präster. I denna förklarades det att: "hon förgätit [glömt] sin plikt mot Gud, sin gemål och Sveriges rike och att hon bar skulden för de nyligen avlivades blod". Enligt protokollet fick hon i ett egenskrivet svar betyga sitt nöje med ståndets mogna förebråelser till hennes och rikets bästa. Enligt Troilius försäkrade hon "att hon icke i något tänkt ont mot riket", men "huru hjärtat varit beskaffat vore allena Gud bekant, dock ville man förmoda det bästa".
Lovisa Ulrika ska ha uppfattat detta som en svår förödmjukelse och skrev till sin bror: "I de svåraste stunder påminner jag mig att jag är Fredrik den Stores syster". Kungaparet fick också villkorlig avsättningsdom i en riksakt från ständerna, som skulle sättas i verket om ett sådant kuppförsök upprepades.

### Sjuårskriget
Lovisa Ulrika uppfattade Sveriges deltagande i sjuårskriget mot Preussen 1757 som ett angrepp mot henne och Adolf Fredrik, och antog att en svensk seger skulle sluta med att Adolf Fredrik avsattes och ersattes med Christian av Zweibrücken-Birkenfeld. I senare tid fick man kännedom om Lovisa Ulrikas brevväxling med sin broder, där hon bland annat uppmanade honom att med kraft "slå tillbaka svenskarnes anfall", att "taga Stralsund" såsom bästa medlet att tillintetgöra Hattregeringen. Hon såg ett svenskt nederlag som en chans att vinna upprättelse och avsätta det desavouerade svenska statsskicket, och hon bad Fredrik den store att i händelse av ett svenskt nederlag begära henne som medlare i fredsförhandlingarna mellan Sverige och Preussen, något han gick med på. När detta första gången blev aktuellt 1760, kunde hon dock inte utnyttja situationen eftersom hon inte lyckats skaffa pengar till mutor från utlandet. 
I februari 1761 lyckades hon dock få mutbidrag från Storbritannien och Preussen, och med dess hjälp allierade hon sig med mössorna för att underminera hattarna och därigenom stödet för kriget i riksdagen. I januari 1762 accepterades lantmarskalk Fersens erbjudande om förhandlingar och begärde att författningen skulle återställas som den varit före 1756, men lovade avstå från hämnd på hattarna. I utbyte fick Lovisa Ulrika i mars 1762 det formella uppdraget att förhandla om freden mellan Sverige och Preussen, ett uppdrag hon också framgångsrikt utförde. Fredrik den store poängterade att han slöt freden av hänsyn till henne, och hon utverkade att Sverige fick behålla Svenska Pommern. Som erkänsla mottog hon ett officiellt tack från rådet och ständerna för sin insats i fredsförhandlingarna i maj.

### Politisk reform
Hösten 1762 inledde Lovisa Ulrika förhandlingar med Axel von Fersen angående den författningsrevision han hade lovat henne i utbyte mot hennes fredsförhandlingar. Lovisa Ulrika övergav sin hittillsvarande princip att endast stödja sig på ett parti i taget, och inbjöd ledande medlemmar ur båda partier att enas före den riksdag där reformen formellt skulle godkännas. Förhandlingarna drog ut på tiden, och slutade 1763 med att både hovet och mössorna informellt enades med hattarna om en reform där monark och råd skulle ha den utövande och ständerna den lagstiftande makten. Hattar och mössor kom 1764 överens om att sammankalla en urtima riksdag där reformfrågan skulle tas upp och genomföras. För att säkerställa reformens framgång ville Lovisa Ulrika som neutral medlare ena de båda partierna tills den var genomförd, och samtidigt lugna eventuella utrikespolitiska protester. 
För att bedriva en personlig utrikespolitik bildade hon ett hemligt kansli, ett så kallat Secret de la Reine, där först Carl Wilhelm von Düben och därefter Nils Filip Gyldenstolpe fungerade som hennes utrikesminister och skötte hennes hemliga utrikeskorrespondens. Hon lät förbereda Frankrike och Ryssland, och sände i augusti 1762 Anders Rudolf Du Rietz som sitt sändebud till Katarina den stora. 1763 placerade hon sina anhängare Carl Wilhelm von Düben i Ryssland och Carl Julius von Bohlen i Preussen som Sveriges ambassadörer, ett bevis på hennes dåvarande starka ställning hos både hattar och mössor. Hon lyckades vinna Rysslands, Frankrikes och Storbritanniens stöd, men kunde inte få något ekonomiskt bidrag till mutor under den kommande riksdagen.
Ryssland och Storbritannien, som stödde mössorna, och Frankrike, som stödde hattarna, blev båda misstänksamma mot de enade partierna, och i november 1764 sprack eningen mellan mössorna och hattarna då hattarna och Frankrike försökte genomdriva att Sverige sköt upp sin avbetalning på sina franska skulder mot mössornas vilja. Lovisa Ulrika hade därmed förlorat sin allians med hattarna inför den kommande reformriksdagen.
Under riksdagen 1765 lämnade Lovisa Ulrika Stockholm för Ulriksdal. Hon försökte där spela en vågmästarroll genom att av sina anhängare skapa ett tredje parti, där bland annat Malmstein ingick, genom vilket hon kunde ena hattarna och mössorna för genomförandet av sin reform. Genom att demonstrera detta tredje partis röstförmåga under riksdagen kunde hon inleda direkta förhandlingar med de i valet segrande mössorna. Genom Malmstein, som hon fått vald till vice talman, utverkade hon ett möte med den ryske ambassadören på Kina slott där hon bad om Rysslands stöd sedan det slutit ett förbund med Danmark. 24 juli hade hon en konferens med Rudbeck på Drottningholm, där hon i utbyte mot avsked av Scheffer och Ekeblad fick löfte om att mössorna skulle uppta hennes författningsrevision. Författningsfrågan togs också upp i augusti, men avbröts sedan mössorna vägrade acceptera Ekeblads och Scheffers avskedsansökan. Även Lovisa Ulrikas allians med mössorna var nu bruten, och då författningsformen avgjordes minskades i stället monarkens makt ännu mer.

### Förlorad politisk ställning
Lovisa Ulrikas ställning som politisk aktör var beroende av hennes makes hälsa och försvagades med hennes son tronföljarens stigande ålder. Då kronprins Gustavs uppfostran år 1762 förklarades avslutade motsatte hon sig förgäves att han skulle få delta i rådet. En konflikt inträdde då Gustav mot hennes vilja insisterade på att fullfölja sin trolovning med Sofia Magdalena av Danmark i stället för att gifta sig med en av henne utvald partner, eftersom han uppfattade det som ett sätt för henne att behålla inflytande över honom och familjen. Detta illustrerades av hennes trakasserier av Sofia Magdalena efter äktenskapet 1766. Efter riksdagen 1766 ersatte Gustav alltmer Lovisa Ulrika som hovpartiets ledare, och då den franske utrikesministern 1767 gjorde upp en plan om en ny svensk statskupp var det för första gången inte Lovisa Ulrika utan Gustav som betraktades som kuppens självklara huvudperson. Hennes förlorade ställning som politisk aktör illustrerades av Decemberkrisen 1768, då kungen genom att vägra sin namnteckning framtvingade en ny riksdag. Lovisa Ulrika motsatte sig förgäves planerna på en revolution och förespråkade överenskommelser med båda partier, men det var nu Gustav hovpartiet lyssnade på kuppförsöket sprack denna gång på grund av att hattarna bröt en träffad överenskommelse.

Ring med miniatyrporträtt på Lovisa Ulrika, ca 1770, Livrustkammaren.

## Änkedrottning

Änkedrottning Lovisa Ulrika, målad av Lorens Pasch den yngre.

Lovisa Ulrika tog Adolf Fredriks död 12 februari 1771 mycket hårt. Hon hade svårt att förlika sig med den mer blygsamma ställningen som änkedrottning. Hon bad sin son, den nya monarken Gustav III, att de skulle bibehålla sin gamla relation och inte låta den hotas av rangskillnader. Det var hennes önskan att bli den verkliga regenten genom att dominera honom med hänvisning till att hon i egenskap av förälder fortfarande var den överordnade och han som i egenskap av son borde lyda, och att bli en kungamoder snarare än änkedrottning. Gustav III ville inte gå med på det, och han skrev till sin morbror, Fredrik den store, att hans nya position definitivt tycktes ha skadat sin och moderns relation. Den 4 december 1771 besökte hon Berlin tillsammans med sin dotter Sofia Albertina där Lovisa Ulrika träffade sin bror, Fredrik II, för första gången på 27 år. Besöket blev lyckat och under dom 9 månaderna hon var där besökte hon bland annat vetenskapsakademien, som av anledning av änkedrottningens besök hade anordnat ett speciellt sammanträffande den 27 januari 1772. Hon träffade bland annat akademins sekreterare Johann Heinrich Formey och lärde känna Moses Mendelssohn, med vilken hon hade långa samtal.

### Regent i Svenska Pommern
Lovisa Ulrika var ovetande om Gustav III:s statskupp 1772 och mottog nyheten den 30 augusti på hemresa från Berlin. Lovisa Ulrika reagerade med stor glädje över att han hade nått det mål hon försökt nå 1756 och skrev: "Ja, Ni är min son, och Ni är värdig att vara det. [...] jag flyger i era armar och välsignar eder. Kanske dör jag av glädje." Gustav III gjorde henne till tillförordnad regent i Svenska Pommern och gav henne i uppdrag att få sin bror Fredrik den store att acceptera hans kupp, och få Fredrik att övertala sin allierade Katarina den stora att göra detsamma. Lovisa Ulrika övertog regeringen i Pommern av generalguvernör Fredrik Carl Sinclair och mottog 31 augusti 1772 som regent trohetseden för den nya konstitutionen från den pommerska regeringen i Stralsund. Fredrik den store reagerade med fientlighet och hotade med krig. Lovisa Ulrika lovade honom då att vara honom en värdig syster genom att försvara Pommern personligen. Han skulle få betala sin troliga seger över henne genom hennes blod. Hon bad också uttryckligen om tillstånd av Gustav III att få återvända till Pommern om det skulle bli anfallet. Den 20 september återförenades hon med Gustav III i Västerås.

### Upprättande av eget hov och änkesäte
Lovisa Ulrika hade svårt att finna sig i rollen som änkedrottning. Relationen till Gustav försämrades när hon insåg, att han inte ville låta henne spela rollen av makten bakom tronen. Rangfrågor ansträngde relationen och i november 1772 avslutade Gustav definitivt hennes planer på att gifta bort Karl med hennes brorsdotter Philippine av Brandenburg-Schwedt, eftersom han inte ville ha mer preussiskt inflytande i kungahuset. När ett nytt residens i Stockholm, Fredrikshof, ordnades för henne 1774 i samband med att Hedvig Elisabet Charlotta måste få en våning på Stockholms slott såg hon det som ett sätt att avlägsna henne från hovet. En konflikt uppstod också då Gustav 1777 av henne övertog Drottningholm slott, som villkor för att betala hennes skulder som till del var på 1 181 754 daler kopparmynt.
Vid sitt eget hov ägnade hon sig åt sina kulturella intressen och återupplivade 1773 – efter sjutton år – sin Vitterhetsakademi. Hon ryktades under dessa år vara förälskad i sin hovmarskalk Sten Abraham Piper, som hon enligt memoarförfattaren Hamilton "överhopade med presenter och nådebetygelser, som hon gjorde till sin favorit, till allt utom vad hon mest åstundat..." Relationen uppmärksammades när Piper 1774 gifte sig med hovfröken Katarina Vilhelmina Ehrensvärd, kallad "la belle Venus": Lovisa Ulrika anklagade då Ehrensvärd för att vara sin brors spion för kungens räkning. Anklagelsen nekades av Ehrensvärd och en formell försoning ägde rum, men incidenten gjorde att det hela uppmärksammades. Ehrensvärds bror gissar att förbindelsen endast var en passionerad vänskap, medan andra under denna tid trodde den vara en obesvarad förälskelse.

### Brytning med kungen

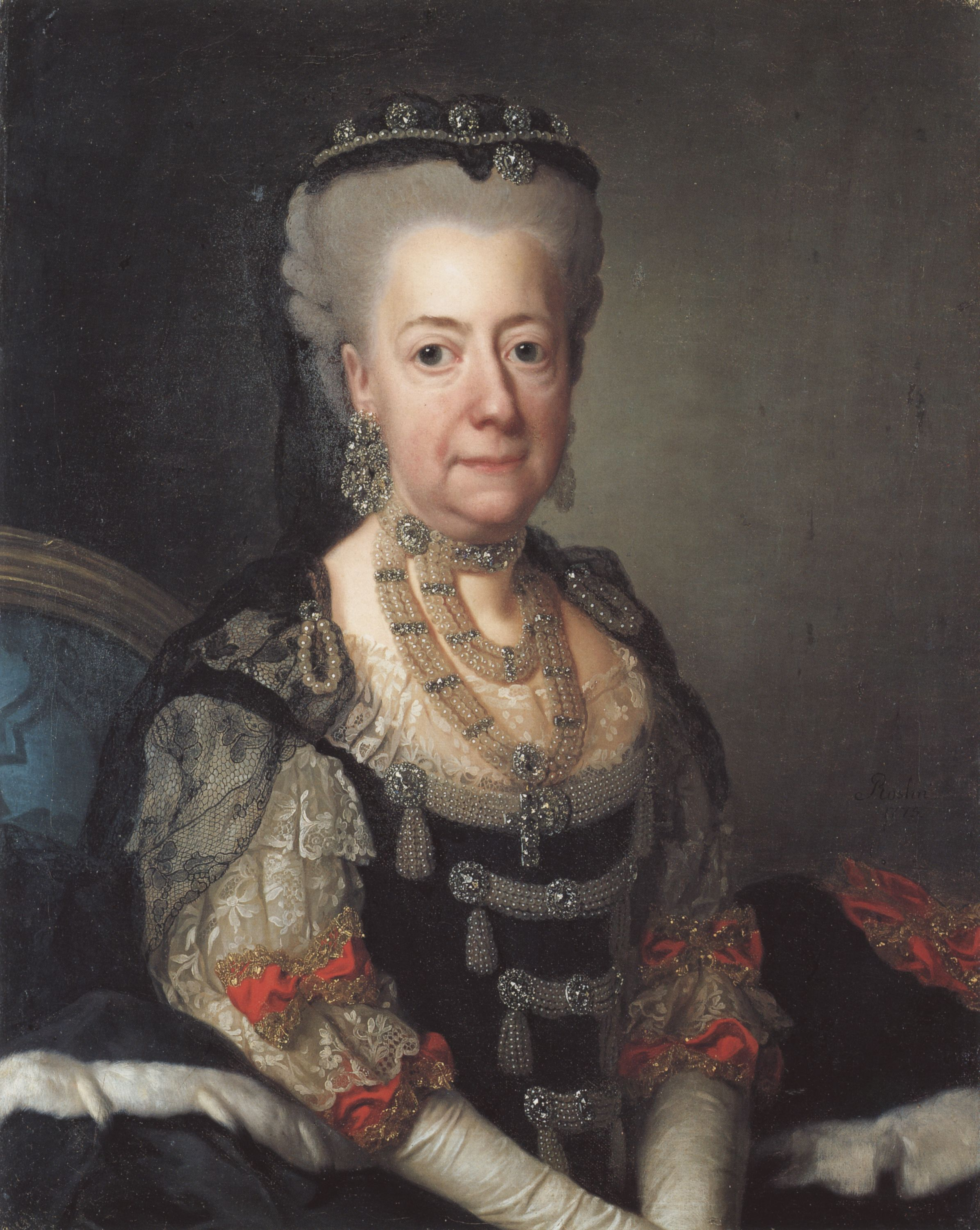
Änkedrottning Lovisa Ulrika, porträtterad av Alexander Roslin 1775. Nu i Nationalmuseum.

En definitiv brytning mellan Lovisa Ulrika och Gustav III inträffade i samband med skandalen kring tronföljarens börd. Hösten 1777 mottog Lovisa Ulrika ett besök från sina båda yngre söner, som hävdade att alla damer vid hovet förutom änkedrottningen hade älskare. När hon protesterade och påpekade att drottning Sofia Magdalena också borde undantas, svarade de att hela hovet sedan några år tillbaka talade om att Adolf Fredrik Munck hade observerats då han gick in till drottningens sovrum garderobsvägen och att hon hade gett honom gåvor och tycktes visa honom nära vänskap. Lovisa Ulrika talade då om för hertig Karl, att han borde vara uppmärksam på saken eftersom det var hans ställning som tronarvinge som kunde hotas genom födseln av en oäkting. När drottningens graviditet kungjordes i februari 1778, bad Lovisa Ulrika hertiginnan Hedvig Elisabet Charlotta, att förmå hertig Karl att ingripa. Hedvig Elisabet Charlotta vägrade, eftersom hon inte ville åstadkomma en brytning mellan Karl och Gustav.
Lovisa Ulrika tvingade hertig Karl att förhöra Munck. Munck förnekade allt i deras samtal 18 mars och talade om för kungen vad som skett. Gustav III konfronterade Karl, som skyllde allt på Lovisa Ulrika. Den 19 mars utspelade sig ett stormigt gräl mellan Lovisa Ulrika och Gustav III där hon vidhöll sin anklagelse, att den väntade tronarvingen var oäkta och son till Munck. Det innebar en slutlig brytning och kungen förklarade att han tänkte utvisa änkedrottningen till Svenska Pommern. När han fick klart för sig att detta även skulle innebära en brytning med sina syskon, förklarade han för Lovisa Ulrika att hon fick stanna på villkor att hon undertecknade en deklaration där hon tog avstånd från ryktena. Den 8 maj undertecknade hon på Fredrikshof i närvaro av kungen och sex riksråd en deklaration där hon förklarade att hon tog avstånd från det falska rykte som genom "obetänksamt folk" förelagts henne. Dokumentet undertecknades därefter av riksråden, kungens syskon och hertiginnan Hedvig Elisabet Charlotta. Någon försoning var dock inte möjlig. Drottning Sofia Magdalena ville inte träffa Lovisa Ulrika, som inte kunde besöka hovet. Lovisa Ulrika ville ställa tvisten under ständernas behandling, men Gustav III lyckades undvika det.
Vid tronföljarens födelse underrättade Gustav III Lovisa Ulrika och en försoning verkade möjlig. Lovisa Ulrika gjorde sig redo att bege sig till slottet för att träffa honom, och sände honom ett brev inför besöket. Brevet innehöll formuleringen: "Jag väntat av tiden, att det täckelse, som höljer edra ögon, sönderslitet." Hon hävdade senare att hon med denna fras syftade på att Gustav inte skulle tvivla på hennes goda vilja, men frasen uppfattades av kungen som ytterligare en insinuation, och reaktionen var stark: även bland allmänheten ute i staden uppfattades den som en antydan att kungen borde inse att hans barn inte var hans, och kungen skickade ett bud som hindrade henne från att komma med motiveringen att han ville hindra att hon angreps av allmänheten på vägen. Inför kungens resa till Spa lovade han att försona sig med henne vid sin återkomst, men då han återvände 1781 hade han ångrat sig. Lovisa Ulrika tillbringade sin tid ensam med sitt och Sofia Albertinas hov på Fredrikshof och Svartsjö slott. Under dessa år fungerade Michelle Elisabeth d'Ivry både som Lovisa Ulrikas personliga politiska agent och som Gustav III:s spion vid hennes hov.

### Död
Med början en vecka efter en middag på pingstdagen den 19 maj 1782 insjuknade Lovisa Ulrika i en influensaepidemi. Hennes dotter Sofia Albertina insjuknade också och till en början kunde änkedrottningen vårda henne. Lovisa Ulrikas sista tid nedtecknades av läkaren David von Schulzenheim. Hon sade till sin biktfader, överhovspredikanten Johan Wingårdh, att det var nu dags för henne att dö. I slutet av juni tilltog hostan och febern där hon låg på Svartsjö slott. Efter medling av hertiginnan Hedvig Elisabet Charlotta och överstemarskalk Fredrik Ribbing gick Gustav III slutligen med på att möta henne på hennes dödsbädd, och de försonades slutligen. Hon begärde att även drottning Sofia Magdalena och tronföljaren skulle komma dit, och Gustav förde då dit tronföljaren, som hon mötte för första gången. Den dag hon dog var endast hennes yngre son Fredrik Adolf, hennes dotter Sofia Albertina och hertiginnan Hedvig Elisabet Charlotta närvarande. Den 14 juli började änkedrottningen hosta blod och febern ökade. Natten den 15-16 juli vakade Sofia Albertina, Fredrik Adolf och hertiginnan Charlotta över Lovisa Ulrikas dödssäng, Gustav hade återvänt till  Drottningholm. Lovisa Ulrika avled kvart över fyra på morgonen den 16 juli. Hon fick det sista ordet över Gustav och Karl i ett brev hon skrev den 7 juli som skulle läsas upp vid hennes död. Dom sista raderna var: "I gengäld vill jag befria Er från all står vid min begravning och vill ej, att Ni ska kasta bort några penningar i onödan på tomma ceremonier. Jag är Er olycklige moder. L.U." Karl och Gustav gjordes arvlösa, även om dom i slutändan fick ut ett visst arv. Det noterades att Lovisa Ulrika höll fast vid sin "gudsförnekelse" och varken tog nattvarden eller "ångrade sina synder".

## Eftermäle
När kronprins Gustav var 19 beskrev han sin mor på följande sätt:
Genom skönhet, snille och börd var hon det bästa parti i Europa. Hon hade smak för vetenskaper och konster; en stark karaktär; ett medlidsamt hjärta, ett sinne slag upphöjt över vidrigheter har gjort henne i sitt tidevarv den första av hennes kön. Hon är en öm maka och moder, en pålitlig vän. Allt för mycket livlighet och någon oförsiktig het är de enda fel man kan förebrå henne.
Ett märkligt minnesmärke efter hennes hovliv är Kina slott i Drottningholms slottspark. Denna byggnad var ursprungligen en gåva från hennes make Adolf Fredrik (1753) men blev senare utvidgad och permanentad.

## Barn
1. Barn av okänt kön och namn (dödfött 1745)[47]
2. Gustav III (1746–1792), kung av Sverige 1771–1792
3. Karl XIII (1748–1818), kung av Sverige 1809–1818
4. Fredrik Adolf (1750–1803)
5. Sofia Albertina (1753–1829)

## Anfäder
|                                    |  |  |  |  |  |  |  |                                                                  |  |  |  |  |  |  |  |                                                     |  |  |  |  |  |  |  | Kurfurst Friedrich Wilhelm "den store" av Brandenburg |
|                                    |  |  |  |  |  |  |  |                                                                  |  |  |  |  |  |  |  |                                                     |  |  |  |  |  |  |  |                                                       |
|                                    |  |  |  |  |  |  |  |                                                                  |  |  |  |  |  |  |  | Kung Friedrich I av Preussen                        |  |  |  |  |  |  |  |                                                       |
|                                    |  |  |  |  |  |  |  |                                                                  |  |  |  |  |  |  |  |                                                     |  |  |  |  |  |  |  |                                                       |
|                                    |  |  |  |  |  |  |  |                                                                  |  |  |  |  |  |  |  |                                                     |  |  |  |  |  |  |  | Grevinnan Luise Henriette av Nassau                   |
|                                    |  |  |  |  |  |  |  |                                                                  |  |  |  |  |  |  |  |                                                     |  |  |  |  |  |  |  |                                                       |
|                                    |  |  |  |  |  |  |  | Kung Friedrich Wilhelm I av Preussen                             |  |  |  |  |  |  |  |                                                     |  |  |  |  |  |  |  |                                                       |
|                                    |  |  |  |  |  |  |  |                                                                  |  |  |  |  |  |  |  |                                                     |  |  |  |  |  |  |  |                                                       |
|                                    |  |  |  |  |  |  |  |                                                                  |  |  |  |  |  |  |  |                                                     |  |  |  |  |  |  |  | Kurfurst Ernst August av Hannover                     |
|                                    |  |  |  |  |  |  |  |                                                                  |  |  |  |  |  |  |  |                                                     |  |  |  |  |  |  |  |                                                       |
|                                    |  |  |  |  |  |  |  |                                                                  |  |  |  |  |  |  |  | Prinsessan Sophie Charlotte av Hannover             |  |  |  |  |  |  |  |                                                       |
|                                    |  |  |  |  |  |  |  |                                                                  |  |  |  |  |  |  |  |                                                     |  |  |  |  |  |  |  |                                                       |
|                                    |  |  |  |  |  |  |  |                                                                  |  |  |  |  |  |  |  |                                                     |  |  |  |  |  |  |  | Prinsessan Sophie av Pfalz                            |
|                                    |  |  |  |  |  |  |  |                                                                  |  |  |  |  |  |  |  |                                                     |  |  |  |  |  |  |  |                                                       |
| Drottning Lovisa Ulrika av Sverige |  |  |  |  |  |  |  |                                                                  |  |  |  |  |  |  |  |                                                     |  |  |  |  |  |  |  |                                                       |
|                                    |  |  |  |  |  |  |  |                                                                  |  |  |  |  |  |  |  |                                                     |  |  |  |  |  |  |  | Kurfurst Ernst August av Hannover                     |
|                                    |  |  |  |  |  |  |  |                                                                  |  |  |  |  |  |  |  |                                                     |  |  |  |  |  |  |  |                                                       |
|                                    |  |  |  |  |  |  |  |                                                                  |  |  |  |  |  |  |  | Kung George I av Storbritannien-Irland och Hannover |  |  |  |  |  |  |  |                                                       |
|                                    |  |  |  |  |  |  |  |                                                                  |  |  |  |  |  |  |  |                                                     |  |  |  |  |  |  |  |                                                       |
|                                    |  |  |  |  |  |  |  |                                                                  |  |  |  |  |  |  |  |                                                     |  |  |  |  |  |  |  | Prinsessan Sophie av Pfalz                            |
|                                    |  |  |  |  |  |  |  |                                                                  |  |  |  |  |  |  |  |                                                     |  |  |  |  |  |  |  |                                                       |
|                                    |  |  |  |  |  |  |  | Prinsessan Sophie Dorothea av Storbritannien-Irland och Hannover |  |  |  |  |  |  |  |                                                     |  |  |  |  |  |  |  |                                                       |
|                                    |  |  |  |  |  |  |  |                                                                  |  |  |  |  |  |  |  |                                                     |  |  |  |  |  |  |  |                                                       |
|                                    |  |  |  |  |  |  |  |                                                                  |  |  |  |  |  |  |  |                                                     |  |  |  |  |  |  |  | Hertig Georg Wilhelm av Braunschweig-Celle            |
|                                    |  |  |  |  |  |  |  |                                                                  |  |  |  |  |  |  |  |                                                     |  |  |  |  |  |  |  |                                                       |
|                                    |  |  |  |  |  |  |  |                                                                  |  |  |  |  |  |  |  | Hertiginnan Sophie Dorothea av Braunschweig-Celle   |  |  |  |  |  |  |  |                                                       |
|                                    |  |  |  |  |  |  |  |                                                                  |  |  |  |  |  |  |  |                                                     |  |  |  |  |  |  |  |                                                       |
|                                    |  |  |  |  |  |  |  |                                                                  |  |  |  |  |  |  |  |                                                     |  |  |  |  |  |  |  | Eleonore d'Olbreuse                                   |
|                                    |  |  |  |  |  |  |  |                                                                  |  |  |  |  |  |  |  |                                                     |  |  |  |  |  |  |  |                                                       |